# Thesea rigida
Thesea rigida is een zachte koraalsoort uit de familie Plexauridae. De koraalsoort komt uit het geslacht Thesea. Thesea rigida werd in 1927 voor het eerst wetenschappelijk beschreven door Thomson. 